# Dragoje Leković
Dragoje Leković (cyr. Драгоје Лековић, ur. 21 października 1967 w Sivacu) – piłkarz serbski grający na pozycji bramkarza.

## Kariera klubowa
Pierwszym klubem Lekovicia w karierze był FK Mornar Bar, w barwach którego zadebiutował w 1984 roku w trzeciej lidze jugosłowiańskiej. Rok później odszedł do Budućnosti Titograd, grającego w pierwszej lidze. Pierwszym golkiperem Budućnosti został w sezonie 1987/1988, a w klubie tym występował do 1991 roku nie odnosząc większych sukcesów. Wtedy też odszedł do jednego z czołowych klubów w kraju, Crvenej zvezdy z Belgradu. Tam bronił tylko przez rok i wywalczył mistrzostwo Jugosławii. W 1992 roku został zawodnikiem Mogrenu Budva i grał tam przez półtora roku, by na początku 1994 wrócić do Budućnosti.
W 1995 roku Leković opuścił Jugosławię. Podpisał wówczas kontrakt ze szkockim zespołem Kilmarnock F.C. W Scottish Premier League bronił przez trzy lata i rozegrał 96 spotkań, a jego największym sukcesem w tym okresie było zdobycie Pucharu Szkocji w 1997 roku. Na początku 1998 roku Dragoje trafił do hiszpańskiego Sportingu Gijón, ale przegrał rywalizację o miejsce w bramce z Juanem Carlosem Ablanedo. Już pół roku później przeniósł się do Málagi CF, ale i tu był rezerwowym, m.in. dla Pedra Contrerasa. W sezonie 2002/2003 grał w cypryjskim AEK Larnaka. Latem 2003 zakończył piłkarską karierę.

## Kariera reprezentacyjna
W reprezentacji Jugosławii Leković zadebiutował 27 kwietnia 1988 roku w przegranym 0:2 wyjazdowym meczu z Irlandią. W 1990 roku był w 22-osobowej kadrze, powołanej na mundial we Włoszech, jednak był tam rezerwowym dla Tomislava Ivkovicia i nie wystąpił w żadnym spotkaniu. W 1998 roku został powołany przez Slobodana Santrača do kadry na Mistrzostwa Świata we Francji, jednak i na tym turnieju pełnił rolę dublera, tym razem dla Ivicy Kralja. Po tym mundialu zakończył karierę reprezentacyjną. W kadrze narodowej rozegrał 14 meczów.